# ماثيو غلاس
ماثيو غلاس (بالإنجليزية: Matthew Glass)‏ هو طبيب بريطاني، ولد في 1954.